# Neuzüchtung
Unter Neuzüchtung versteht man durch Zucht gewonnene neue Organismen. Bei Pflanzen werden diese als Sorten und bei Tieren als Rassen bezeichnet.  
Die Anerkennung von im Ergebnis der Pflanzenzüchtung neugezüchteten Sorten ist im Sortenschutzgesetz gesetzlich geregelt und wird vom Bundessortenamt durchgeführt und verwaltet. Kriterien für diese Anerkennung sind unter anderem:
1. Unterscheidbarkeit von bekannten Organismen
2. Uniformität in der Ausprägung der neugezüchteten Merkmale bei den Nachkommen

Organismen, für die das nachgewiesen werden kann, genießen einen Sortenschutz. Das Recht, eine Neuzüchtung in den Verkehr zu bringen, geht damit nicht einher. Dies wird gesondert durch einen Eintrag in die Sortenliste gewährt. Dafür gelten andere Kriterien:
1. höherer Ertrag
2. verbesserte Inhaltsstoffe
3. Krankheitsresistenzen
4. verbesserte Anpassung an spezielle oder schwierige Anbaubedingungen
5. verbesserte Stressresistenz

Das gilt jeweils im Vergleich zu den bereits zugelassenen Sorten. Innerhalb der EU besteht eine Zusammenarbeit der Sortenämter der Mitglieder. Eine europäische Sortenliste erscheint jährlich. Neuzüchtungen sind oft nach dem Ort benannt, an dem sie entstanden, oder sie tragen den Namen des Züchters.

## Beispiele

### Reben
- Acolon
- Albalonga
- Dornfelder
- Dunkelfelder
- Ehrenfelser
- Huxelrebe
- Kerner
- Scheurebe

Weitere Rebneuzüchtungen finden sich in der Kategorie:Neuzüchtung (Rebsorte)

### Schafe
- Merinoschaf